# Iso Ylimensaari
Iso Ylimensaari är en ö i Keitelesjö i Finland. Den ligger i sjön Keitele och i kommunen Äänekoski i den ekonomiska regionen  Äänekoski  och landskapet Mellersta Finland, i den centrala delen av landet, 300 km norr om huvudstaden Helsingfors. Öns area är 18,7 hektar och dess största längd är 0,7 kilometer i sydöst-nordvästlig riktning.